# Laryngosigma
Laryngosigma es un género de foraminífero bentónico de la subfamilia Glandulininae, de la familia Glandulinidae, de la superfamilia Polymorphinoidea, del suborden Lagenina y del orden Lagenida. Su especie-tipo es Laryngosigma hyalascidia. Su rango cronoestratigráfico abarca el Holoceno.

## Discusión
Clasificaciones previas incluían Laryngosigma en la superfamilia Nodosarioidea. Clasificaciones posteriores lo incluyen en la Familia Polymorphinidae.

## Clasificación
Se han descrito numerosas especies de Laryngosigma. Entre las especies más interesantes o más conocidas destacan:
- Laryngosigma hyalascidia
- Laryngosigma williamsoniformis

Un listado completo de las especies descritas en el género Laryngosigmapuede verse en el siguiente anexo.